# Миранда, Матиас
Матиас Николас Миранда (исп. Matías Nicolás Miranda; род. 5 мая 2000, Ла-Плата) — аргентинский футболист, полузащитник клуба «Химнасия Ла-Плата».

## Клубная карьера
Миранда — воспитанник клуба «Химнасия Ла-Плата». 28 сентября 2019 года в матче против «Ривер Плейта» он дебютировал в аргентинской Примере, заменив во втором тайме Орасио Тихановича.